# Xã Wayne, Quận Wayne, Indiana
Xã Wayne (tiếng Anh: Wayne Township) là một xã thuộc quận Wayne, tiểu bang Indiana, Hoa Kỳ. Năm 2010, dân số của xã này là 41.217 người.